# Mariliana hovorei
Mariliana hovorei är en skalbaggsart som beskrevs av Maria Helena M. Galileo och Martins 2005. Mariliana hovorei ingår i släktet Mariliana och familjen långhorningar. Inga underarter finns listade i Catalogue of Life.